# Rally El Corte Inglés de 1983
El Rally El Corte Inglés de 1999, oficialmente 7.º Rally El Corte Inglés, fue la séptima edición, la cuadragésima cita de la temporada 1983 del Campeonato de Europa de Rally y la decimoquinta de la temporada 1983 del Campeonato de España de Rally. Se celebró del 7 al 9 de octubre y contó con un itinerario de veintiséis tramos que sumaban un total de 280 km cronometrados.

## Clasificación final
| Pos. | Piloto           | Copiloto               | Automóvil            | Tiempo  | Diferencia |
| ---- | ---------------- | ---------------------- | -------------------- | ------- | ---------- |
| 1.   | Genito Ortiz     | Ramón Mínguez          | Renault 5 Turbo      | 3:08:06 | 0.0        |
| 2.   | Antonio Zanini   | Pedro García           | Talbot Sunbeam Lotus | 3:12:01 | +3:55      |
| 3.   | Patrick Snijers  | Lambert Peeters        | Porsche 911 SC       | 3:14:18 | +6:12      |
| 4.   | Santiago Álvarez | Gaspar León            | Renault 5 Turbo      | 3:21:02 | +12:56     |
| 5.   | Manuel Acosta    | Antonio Rivero         | Toyota Starlet       | 3:28:13 | +20:07     |
| 6.   | Tomás González   | Miguel Ángel Domínguez | Toyota Starlet       | 3:29:45 | +21:39     |
| 7.   | José Mari Ponce  | Isabel Fernández       | Volkswagen Golf GTi  | 3:30:08 | +22:02     |
| 8.   | Melchor Dávila   | José L. Chiyah         | Renault 5 Turbo      | 3:32:38 | +24:32     |
| 9.   | Urbano Bernal    | Juan A. España         | Volkswagen Golf GTi  | 3:34:02 | +25:56     |
| 10.  | Antonio Betancor | Julio Martínez         | Talbot Sunbeam TI    | 3:34:05 | +25:59     |